# 크리스토프 쇤보른
크리스토프 마리아 미하엘 휴고 다미안 페터 알베르트 그라프 폰 쇤보른(독일어: Christoph Maria Michael Hugo Damian Peter Adalbert Graf von Schönborn, 1945년 1월 22일 - )은 오스트리아 가톨릭교회의 추기경이자 신학자이다. 현재 빈 대교구장과 오스트리아 주교회의의 의장이다. 1998년 추기경에 서임되었다.

## 어린 시절
크리스토프 쇤보른은 보헤미아(지금의 체코) 리톰녜리체 서부 스칼켄 성에서 태어났다. 아버지는 마리아 휴고 다미안 알베르트 요제프 휴베르투스 폰 쇤보른 백작이고 어머니는 엘레오노레 오틸리에 힐다 마리아 폰 도블호프 백작부인이다. 이들 부부는 1959년에 이혼하였다. 크리스토프 쇤보른은 두 형제와 누이 한 명이 있었다. 그의 집안인 쇤보른 가문은 중부 유럽 귀족 가문으로서 신성 로마 제국의 여러 공직자와 가톨릭교회의 고위 성직자를 무수히 배출한 명문 집안이다.

## 초창기 성직 생활
1945년 9월 쇤보른의 가족은 보헤미아를 떠났다. 쇤보른은 1963년 고등졸업시험을 보고 도미니코회(설교자회)에 입회하였다. 파리에서 신학을 공부하고 보른하임과 빈에서 철학과 심리학을 공부하였다. 쇤보른은 또한 장차 신학자가 되기 위해 소르본 대학교에서 슬라브와 비잔틴 그리스도교에 대해 공부한 후에 파리 가톨릭 대학교에 들어갔다.
1970년 12월 27일 그는 빈에서 사제 서품을 받았다. 쇤보른은 1971년 신학을 가르칠 수 있는 자격증을 획득하였으며, 레겐스부르크에서 요제프 라칭거 신부(훗날의 교황 베네딕토 16세)의 수업을 받았다. 그 결과 그는 파리에서 신학 박사학위를 받았다. 1975년부터 그는 스위스의 프리부르 대학교에 교수로 초빙되어 교의신학을 가르쳤다. 1980년 그는 국제 신학 위원회의 위원이 되었으며, 1987년 가톨릭교회 교리서의 편집자로 위촉되었다. 1991년 쇤보른은 빈 대교구의 보좌주교로 임명되었다.

## 빈 대교구장
1995년 4월 11일 쇤보른은 빈 대교구의 부교구장 대주교로 임명되었으며, 1995년 9월 14일 빈 대교구장 주교가 되었다. 1998년 1월 21일 교황 요한 바오로 2세는 쇤보른을 제수 디빈 라보라토레 성당의 사제급 추기경으로 임명하였다.
쇤보른은 신앙교리성, 동방교회성, 교육성, 교황청 문화평의회 등에서 위원으로 근무하였다. 2011년 1월 5일 그는 새로 창설된 교황청 새복음화평의회의 초창기 위원 가운데 한 명으로 위촉되었다. 쇤보른 추기경은 오스트리아의 황금양모 기사단의 지도사제로도 활동하고 있다. 덧붙여서, 쇤보른 추기경은 오스트리아의 공용어인 독일어 외에도 영어, 프랑스어, 이탈리아어, 스페인어, 라틴어를 유창하게 구사할 줄 안다.